# Степан Михалков
Степан Никитич Михалков (роден на 24 септември 1966 г., Москва, СССР) е съветски и руски актьор и предприемач в ресторантьорския бизнес.

## Биография
Син на актрисата Анастасия Вертинская и режисьора Никита Михалков. Внук на Александър Вертински и Сергей Михалков. Правнук на Пьотър Кончаловски. Праправнук на Василий Суриков.
Завършва Московското художествено училище.
Отбива военната си служба във военноморските части на граничните войски на СССР в Далечния изток, на остров Руски. След завръщането си от армията той постъпва в Института за чужди езици и учи там три години.
През 1991 г. завършва Московското филмово училище и през същата година, заедно с Фьодор Бондарчук, създава едно от първите професионални студиа в Русия за производство на музикални видеоклипове и реклами – Art Pictures Group.
Режисьор, основател и организатор на фестивала за видео клипове „Поколение“.
Той участва във филмите „Стопаджия“ (1990) и „Стрелящи ангели“ (1993).

## Бизнес
През 2001 г., заедно с ресторантьорите Аркадий Новиков и Фьодор Бондарчук, открива първия ресторант Vanil, през 2004 г. – ресторантите Vertinsky и Veterok, а през 2005 г. – Casual. През 2021 г. отваря ресторант „Гранд кафе 12“. Собственик на веригата кафе-пекарни от бизнес класа „Хлеб и Ко“.

## Филмография

### Актьорски изяви
- 1990 – На автостоп – граничар проверява документите на Сандро при влизане в СССР
- 1993 – Стрелящи ангели
- 1998 – Стоп

### Продуцент
- 2002 – В движение
- 2003 – Лед
- 2005 – Девета рота
- 2021 – Стьопка

### Участие в документални филми
- 2016 – Трудно ли е да си Михалков?
- 2013 – Неизвестни Михалкови
- 2010 – Никита Михалков. Територия на любовта
- 2010 – Никита Михалков. Ние самите имаме мустаци
- 2009 – Анастасия Вертинская. Бягане по вълните